# Compagnie à charte
Une compagnie à charte était une compagnie possédant une concession écrite (une charte) d'un gouvernement lui donnant le droit de commercer avec certains privilèges. 
Ces compagnies se développèrent en Europe entre le XVe et le début du XVIe siècle, d'abord en Angleterre, en France et dans les Provinces-Unies, et connurent ensuite une importante croissance du fait de la colonisation. 
Créées en général par un groupe d'investisseurs privés sur le modèle des guildes de marchands, elles obtenaient un monopole pour explorer, coloniser et tirer profit des territoires outre-mer. Les gouvernements européens formèrent ou encouragèrent ensuite la création de telles compagnies nationales pour concurrencer les entreprises de nations rivales.
Certaines eurent le droit de battre leur propre monnaie, comme l'East India Company, à partir de 1770.

## Premières compagnies à charte
- Compagnie des marchands aventuriers de Londres (Company of Merchant Adventurers of London, fondée en 1407)
- Casa da Guiné (fondée en 1455)
- Klein-Venedig (ou Welserland), charte accordée par Charles-Quint en 1528
- Compagnie britannique des Indes orientales (originellement la Governor and Company of Merchants of London trading into the East Indies, fondée en 1600)
- Compagnie française des mers orientales (fondée en 1601)
- Compagnie néerlandaise des Indes orientales (VOC, fondée en 1602)